# Virtuositeit

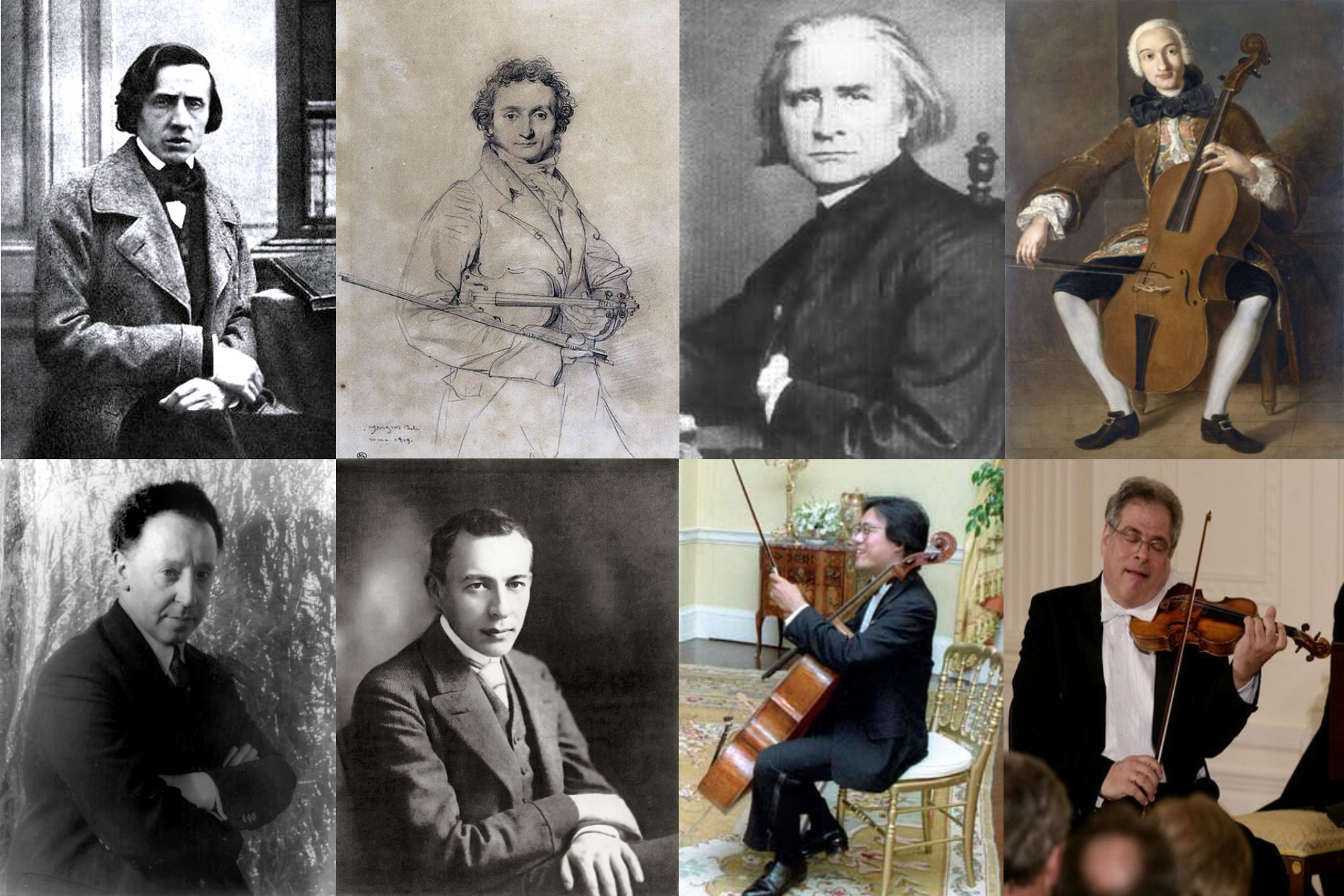
Musici die als virtuoos beschouwd worden, van links naar rechts: Frédéric Chopin, Niccolò Paganini, Franz Liszt, Luigi Boccherini, Arthur Rubinstein, Sergej Rachmaninov, Yo-Yo Ma en Itzhak Perlman

Virtuositeit staat voor de extreme technische vaardigheid die iemand bijvoorbeeld kan bezitten bij het bespelen van een muziekinstrument, in combinatie met een sterke expressie. Ook bij de zangkunst of andere kunstzinnige uitingen wordt deze term gebruikt. 
De term is afgeleid van het Latijnse woord virtus, dat deugd betekent. 

## Virtuositeit in de klassieke muziek
In de muziek kwam het virtuozendom vooral tot bloei in de Romantiek, al lagen de wortels reeds in eerdere perioden. Al in de Barokmuziek en in het Classicisme ontwikkelde zich een virtuoze stijl van spelen en componeren die ver uitsteeg boven het gangbare gemiddelde. De complexiteit van de muziek nam toe, en aan de spelers werden steeds hogere eisen gesteld. De toename van deze complexiteit verloopt parallel aan de verandering van het mensbeeld, waarin steeds meer de mens als 'alleskunner' centraal kwam te staan in plaats van God, en waarin ook technische vooruitgang en nieuwe ontdekkingen elkaar snel opvolgden. 
Door deze complexiteit ontstond ook ruimte voor de uitzonderlijk getalenteerde musicus om zich middels zijn spel te kunnen profileren. De solist ontstond, en het concert werd als muziekvorm uitgebouwd, om de solist tegenover het orkest te kunnen etaleren. Tevens werden muziekinstrumenten verbeterd, waardoor ook meer van het instrument geëist kon worden. De bouw werd gekenmerkt door allerhande uitvindingen, waardoor de klank groter werd, en de snelheid van opeenvolgende tonen groter kon worden.
Door de ontwikkeling van steeds concertantere muziek en ook de bijbehorende luisterpodia (een ontwikkeling van eenvoudige (vaak kerk)muziek naar complexe concert- en luistermuziek) werd muziek ook steeds meer een voertuig van amusement, waarbij ook vaak de 'show' een steeds grotere rol ging spelen. 
In de Romantiek konden zo excellente virtuozen ontstaan, die zowel als bezienswaardigheid en als beluisterwaardigheid snel hun roem konden verspreiden. Virtuozendom kreeg steeds meer een bijklank van 'technische perfectie' en de muzikale kant van dergelijke uitvoeringen dreigde soms daardoor op de achtergrond te geraken. 

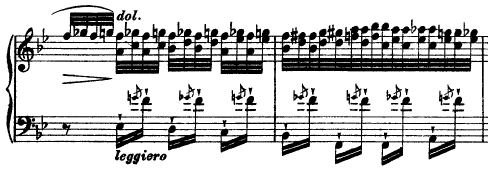
De Études d'Exécution Transcendante van Franz Liszt bevatten extreme technische moeilijkheden, zoals in Feux Follets (=vuurvliegjes, de Transcendente Etude nr. 5):
- de lastig te spelen dubbelgrepen in de rechterhand
- waarbij de twee 'zwakste vingers' -de pink en ringvinger- een zware klus hebben om synchroon met de duim en wijsvinger te wisselen tussen de akkoorden
- waarbij ook nog het probleem van de snelle wisseling van de bovenstem tussen witte en zwarte toetsen meespeelt
- tegenover de sprongtechniek in de linkerhand
- waarbij de voorslagjes ook wisselen tussen zwarte en witte toetsen
- waarbij de sprongen allen een andere afstand hebben.

Het virtuozenrepertoire onderging ook een transformatie, zoals in de werken van Chopin, Paganini en Liszt, waarin te zien is dat de componisten steeds verder gingen in het ontdekken van uitersten aan speel- en klankmogelijkheden. Niccolò Paganini wordt algemeen beschouwd als de meest virtuoze violist en vioolcomponist ooit, en Franz Liszt gold lange tijd als de virtuoos bij uitstek op de piano en als de grote virtuoze vernieuwer van de pianotechniek en -stijl.
In de 20e eeuw gaat deze tendens nog voort in de soms uiterst complexe werken van componisten als Maurice Ravel, Charles Ives, Leopold Godowsky en Vladimir Horowitz. De schier onspeelbaar lijkende composities van een aantal hunner worden vervolgens door de moderne virtuoos met schijnbaar onmogelijk gemak vertolkt. Een voorbeeld van zo'n moderne virtuoos is de pianist Arcadi Volodos.  
Een ander aspect van virtuositeit is, dat soms juist niet de complexiteit voorop staat maar puur de onnavolgbare wijze waarop een musicus een stuk vertolkt. Zo kan ook een eenvoudig stuk muziek zeer virtuoos (met onnavolgbare expressie) gespeeld worden.

## Jazz, blues en popmuziek
Veel jazzmusici uit de jaren 60 als John Coltrane, Django Reinhardt worden ook vaak getypeerd als virtuozen.
In de popmuziek van de 20e eeuw komt met name in het rock-genre ook de virtuositeit op met gitaristen als Chuck Berry, Jimi Hendrix, Eric Clapton en een grote hoeveelheid gitaristen uit de hardrock en symfonische rock, zoals Jimmy Page, Richie Blackmore, Eddie van Halen, John Petrucci, Marty Friedman en Yngwie Malmsteen. Op toetsen Jon Lord, Rick Wakeman en Jordan Rudess. In de jaren negentig raakte de virtuositeit van sologitaristen uit de mode door de opkomst van de grunge, waarbij de aandacht juist lag op de ritmische slaggitaarpartijen in plaats van de solo's.

## Verder lezen
- Hans Joachim Moser - Musikgeschichte in 100 Lebensbildern - uitg. R. Löwit, Wiesbaden (1918)
- Casper Höweler - Inleiding tot de muziekgeschiedenis - uitg. H. Paris, Amsterdam (1961)
- Karl H. Wörner - Geschiedenis van de muziek - uitg.Het Spectrum, Utrecht/Antwerpen, (1977)
- Thema's en genres in de muziekgeschiedenis